# Hoplophorella evergladus
Hoplophorella evergladus är en kvalsterart som först beskrevs av Wojciech Niedbała 200.  Hoplophorella evergladus ingår i släktet Hoplophorella och familjen Phthiracaridae. Inga underarter finns listade i Catalogue of Life.